# Alexander V av Imeretien
Alexander V av Imeretien, död 1752, var en georgisk monark. Han var kung i kungariket Imeretien mellan 1720 och 1741, 1741–1746 och 1749–1752.